# Teriyaki Boyz
Teriyaki Boyz (jap. テリヤキ・ボーイズ Teriyaki Bōizu) – japońska hip-hopowa grupa z Jokohamy.
Pierwszą płytę wydaną w Jam Recordings / Bape Sounds Zatytułowali „Beef or Chicken”. Wyprodukowali ją Ad-rock, Beastie Boys, Cornelius, Cut Chemist, Daft Punk, Dan the Automator, DJ Premier, DJ Shadow, Just Blaze, Mark Ronson i The Neptunes. Pierwszy singel z tej płyty „HartBreaker” wyprodukowany przez Daft Punk zawiera sample z utworu francuskiej grupy – „Human After All”
Dwie piosenki Teriyaki Boyz były wykorzystane w filmie Szybcy i wściekli: Tokio Drift („Tokyo Drift” oraz „L.A.R.G.E” tworzona z Pharrellem).
24 stycznia 2007 Teriyaki Boyz nagrali utwór „I Still In Love H.E.R.”, który wyprodukował i wykonywał z nimi Kanye West.

## Dyskografia

### Albumy
- 2006: Beef or Chicken
- 2009: Serious Japanese
- 2009: Delicious Japanese (mix)

### Single
- 2006: HeartBreaker
- 2007: I Still Love H.E.R. (feat. Kanye West)
- 2008: Zock On! (feat. Pharrell & Busta Rhymes)
- 2009: Work That! (feat. Pharrell & Chris Brown)

### DVD
- 2006: The Official Delivery Iccho
- 2008: WORLD TOUR 2007
- 2009: Do You Japanese? Tour @ Zepp Tokyo DVD